# Mohamed Benabdelouahab
Mohamed Benabdelouahab (en arabe : محمد بن عبد الوهاب) surnommé Adelouahab, né le 9 juillet 1975 à Nador (Maroc), est un ancien joueur de futsal devenu entraîneur.
Il est fondateur de la première équipe FIFA du Maroc sous l'égide de la Fédération royale marocaine de football, devenant son sélectionneur à partir de 2000, jusqu'en 2005, atteignant la finale de la CAN 2000 et de la Coupe arabe des nations de 2005.
Après un passage avec l'équipe de Libye, parvenant à la qualifier à sa première CAN en 2008, il retourne au Maroc pendant un an avant de rejoindre le Qatar au Shabab Al-Ahli, et ensuite à l'Umm Salal.

## Biographie

### Carrière en tant que joueur
Mohamed Benabdelouahab naît à Nador, au Maroc, avant d’émigrer, dès son plus jeune âge, avec sa famille à Grenoble, en France. Initialement joueur au Ministrale Grenoble, il évolue au sein de ce club avant de fonder, en 1996, son propre club, l'Étoile Fontaine Grenoble, où il occupe successivement les fonctions de joueur et d'entraîneur.
Pendant sa carrière de joueur, il participe à un match de barrage de la Ligue des champions avec le Ministrale Grenoble contre un club italien. C'est lors de cette rencontre qu'il rencontre un membre de la Fédération internationale de futsal (FIFUSA), également présent à cet événement. Cette rencontre aboutit rapidement à un échange avec le président de la FIFUSA, dans le but d'ajouter une équipe arabe à la Coupe du Monde FIFUSA prévue en Argentine en 1994. À l’époque, la participation à cette compétition se faisait sur dossier, et non par le biais de qualifications, car le système de qualifications continentales n’était pas encore en place.
Adelouahab, combinant ainsi sa carrière de joueur de futsal avec une activité en coulisses, ambitionne de faire inscrire le Maroc parmi les participants à la Coupe du Monde FIFUSA en tant qu’entraîneur. Il œuvre alors activement à la structuration du futsal au Maroc, un domaine encore non organisé à l'époque. À son arrivée au Maroc, il est orienté par les fonctionnaires de Rabat vers Mohamed El Jamai, considéré comme un responsable dans le domaine du futsal. Ce dernier prend en charge le dossier et retire Adelouahab du projet, en décidant de faire participer l'Ajax Kenitra à la Coupe du Monde FIFUSA de 1994, en tant que seul représentant marocain[réf. nécessaire].
En conséquence, Adelouahab porte plainte contre Mohamed El Jamai et retourne en France pour se concentrer sur la gestion de son club, l'Étoile Fontaine Grenoble. Par la suite, il se tourne définitivement vers une carrière d'entraîneur, après avoir acquis une courte expérience en tant que joueur.

### Carrière en tant qu'entraîneur

#### Entraîneur du Maroc
En 2000, Mohamed Benabdelouahab accepte un poste de sélectionneur au sein de l’équipe du Maroc, à la demande de la Fédération royale marocaine de footballl et de son président Hosni Benslimane. Rapidement, il devient également co-organisateur au sein de l'Union arabe pour la Coupe arabe des nations. La même année, il reçoit la reconnaissance et les remerciements de la Fédération internationale de football association (FIFA) pour la professionnalisation de la première équipe nationale officielle du Maroc sous sa direction.
Après sa désignation comme sélectionneur du Maroc, Benabdelouahab prépare une équipe performante grâce à la participation du Maroc à Genk, lors d’un tournoi en Belgique. Il s'associe directement aux membres de la fédération pour éviter les mêmes problèmes survenus en 1994. Il reçoit alors carte blanche pour structurer un staff médical, un staff physique, une délégation, un chargé de matériel ainsi que des équipementiers.
En avril 2000, la Coupe d'Afrique des Nations (CAN) se déroule en Égypte. C'est ainsi que le Maroc participe pour la première fois à la CAN dans son histoire de manière officielle. Quelques mois avant le début du tournoi, Benabdelouahab organise un stage d’un mois au Maroc, suivi d’un stage en France d’un mois, où les joueurs s’entraînent à Grenoble, Lyon et Paris avant de se rendre au Caire. Parmi les joueurs figurent des noms connus au Maroc, tels qu’Abdelilah Benaim (capitaine), Ismael Talbi (qui évolue en Belgique), Abderrahmane Ahannach (des Pays-Bas), Mustapha Haddouchi, Yahya Baya et Mohamed Douass. Le Maroc, avec un effectif solide, parvient à atteindre la finale contre l’Égypte, un match marqué par plusieurs altercations entre joueurs, en raison de problèmes techniques de chronomètre et d’un arbitrage jugé partial par les Marocains. Des sanctions disciplinaires sont imposées à Abdelilah Benaim, ainsi qu’une amende de 1 000 euros pour Benabdelouahab.
En 2001, l’effectif continue de se renforcer, notamment avec l’arrivée de Mourad Boukhari, l’un des joueurs les plus populaires du championnat néerlandais. Benabdelouahab réussit à combiner ses deux meilleures stars, Mourad Boukhari et Abdelilah Benaim, dans ses compositions, lors de stages et matchs amicaux. Cela aboutit au Tournoi UNAF, où Benabdelouahab les fait jouer ensemble pour leur première compétition. Le Maroc atteint la finale de ce tournoi en septembre 2005, après une défaite 4-3 contre la Libye.
À la fin de 2005, il est contraint d’abandonner le projet en raison de contraintes de moyens et de considérations logistiques. Le futsal au Maroc entre alors dans une période de stagnation, avec comme sélectionneur Hassan Rhouila.

#### Entraîneur de la Libye
Sous la demande de la Fédération de Libye de football, Mohamed Benabdelouahab vient répéter le même travail effectué au Maroc, en Libye. Il parvient à rassembler les meilleurs joueurs de Libye, réussissant à organiser plusieurs tournois en faisant jouer les joueurs ensemble. Il prend officiellement les rênes de la sélection libyenne au début de l'année 2006.
Il parvient également à qualifier la Libye pour la prochaine Coupe d'Afrique des nations (CAN 2008), ce qui permet ensuite à la sélection libyenne de se qualifier pour la Coupe du monde.
À la fin de l'année 2007, il est contraint de retourner au Maroc pour des raisons privées et familiales, devant ainsi abandonner le projet libyen, bien qu'il ait réalisé un travail intensif.

#### De retour au Maroc
De retour au Maroc, Mohamed Benabdelouahab reprend les rênes de la sélection marocaine à la demande de la Fédération royale marocaine de football, à l’approche de la Coupe arabe des nations. Il rappelle alors le même effectif pour disputer directement la compétition, qui se déroule en Libye en janvier 2007. Après avoir remporté des victoires contre la Libye (pays hôte) (4-7), l'Algérie (3-6), la Tunisie (0-1) et l'Égypte (1-4), les Marocains perdent en finale contre le Liban (8-3). Lors de cette compétition, son joueur Mourad Boukhari est élu meilleur joueur.
Peu après la compétition, Benabdelouahab consacre son temps à l’organisation du premier tournoi national structuré, en collaboration avec Hicham Dguig et Hakim Doumou, en 2006. Ce tournoi a pour objectif de lancer le premier championnat du Maroc, en réunissant toutes les équipes des différentes villes du pays, ce qui inspire la Fédération royale marocaine de football à créer la Futsal D1.
Durant le mois de ramadan de la même année, dans le but de promouvoir le futsal marocain à l'international (notamment en Belgique et aux Pays-Bas), il organise, en collaboration avec Khalid El Kandili, le Challenge Futsal Arryadia. Ce tournoi réunit des équipes de toutes les villes du Maroc, avec pour objectif d'affronter en finale la meilleure équipe étrangère. La finale se joue finalement à Bruxelles, en Belgique, où le Riyad de Rabat est couronnée championne, contre le club néerlandais du Malabata. Ce tournoi est diffusé en direct sur la chaîne locale Arryadia.
Mohamed Benabdelouahab participe également à la participation du Maroc à la Coupe intercontinentale FIFA, qui se déroule à Grenade, en Espagne, en collaborant avec Abdellatif Lafiya et Karim Bachar.

#### Expérience au Qatar
En 2008, Mohamed Benabdelouahab quitte le Maroc pour saisir une opportunité à l'Al-Ahli, au Qatar, en tant qu'entraîneur dans le championnat qatari, où l'Al-Rayyan est le principal favori. Il y reste une saison avant de rejoindre l'Umm-Salal, un club voisin.
En raison de raisons familiales, il est contraint de retourner à Grenoble, en France.

#### Retour en France
De retour en France, Mohamed Benabdelouahab se consacre principalement à la structuration de clubs français évoluant en D3. En 2012, il crée également une école de futsal. Par la suite, il reçoit une nouvelle opportunité en Corse, où il prend en charge le Bastia Agglo Futsal en D2. Il parvient à maintenir le club dans cette division.

## Palmarès

### En tant que joueur
- 1992 : Champion de France avec le Mistral Grenoble
- 1994 : Champion de France avec le Mistral Grenoble (2)
- 1994 : Vainqueur de la Coupe Rhône Alpes
- 1996 : Vice-champion de France avec le Mistral Grenoble
- 1998 : Champion de France avec le Mistral Grenoble (3)

### En tant qu'entraîneur
- 2000 : Vice-champion de la CAN 2000 avec le Maroc
- 2005 : Vice-champion de la Coupe arabe des nations 2005 avec le Maroc

- 2005 : Vice-champion du Tournoi UNAF avec le Maroc[10]

- 2007 : Vice-champion de la Coupe arabe des nations 2007 avec la Libye

### Distinctions individuelles
- 2001 : Honoré officiellement par la Fédération internationale de football association (FIFA)
- 2005 : Meilleur entraîneur du Tournoi de l'UNAF